# University of Georgia

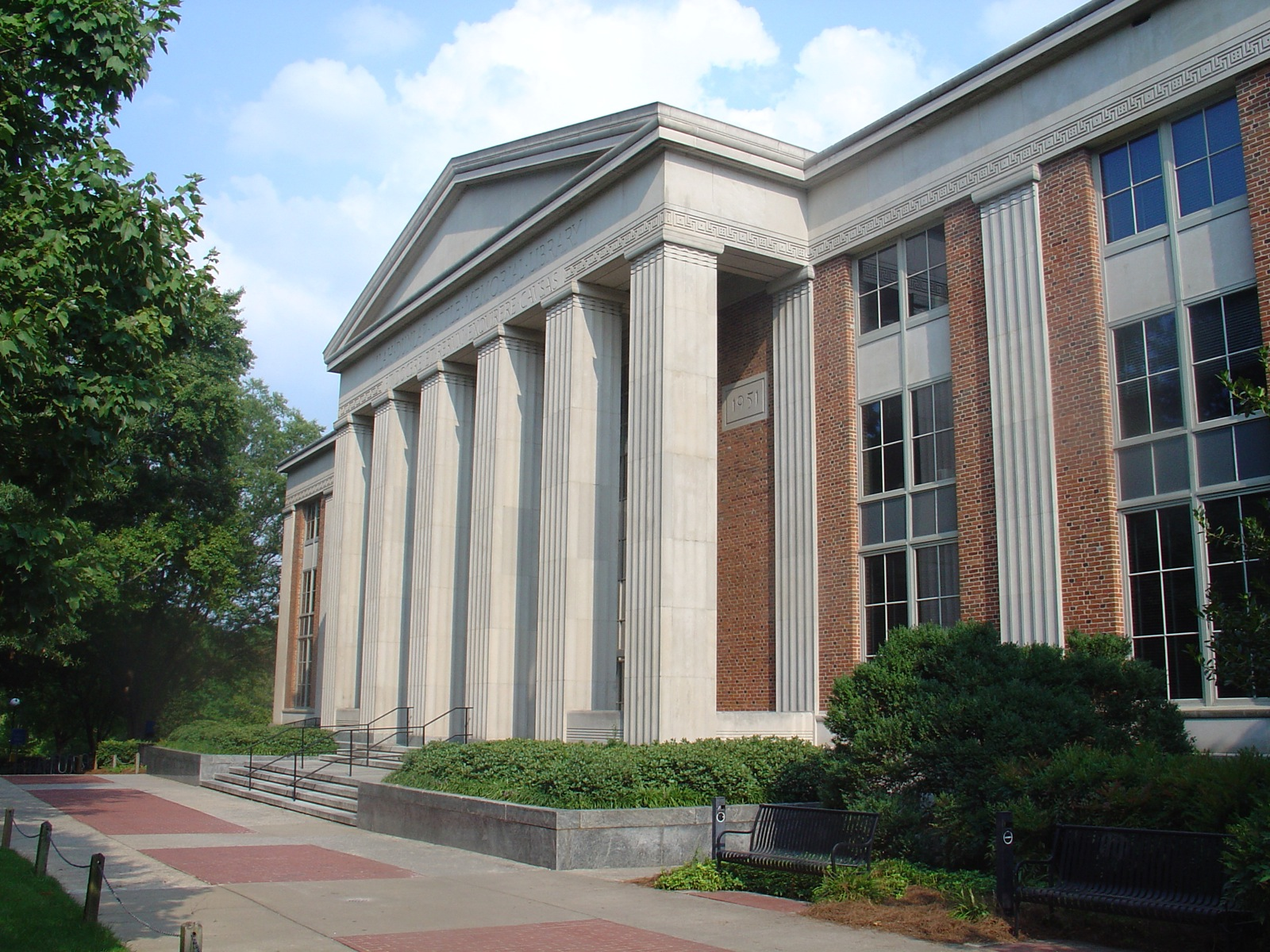
UGA-Hauptbücherei

Die University of Georgia mit Sitz in Athens, Georgia, ist die älteste staatliche Universität der USA. An der Universität gibt es etwa 34.000 Studenten und 2.794 Dozenten. Sie verfügt über ein jährliches Budget von ca. 1,2 Milliarden US-Dollar und verteilt sich auf insgesamt 327 Gebäude. Die Hochschule gehört zu den besten staatlichen Universitäten der USA (Public Ivy). Seit 1931 ist sie Teil des University System of Georgia, das vom Board of Regents verwaltet wird.
Die Universität prägt die Stadt Athens sowohl kulturell als auch politisch.

## Geschichte
Gegründet wurde die Universität am 27. Januar 1785. Erster Präsident der Universität war der Politiker und US-Senator von Georgia, Abraham Baldwin, aus Connecticut, ausgebildet in Yale. Er war eine von zwei Führungspersönlichkeiten der University of Georgia, die die Verfassung der Vereinigten Staaten mit unterzeichneten. Der zweite war William Few.
Die eigentliche Einrichtung der Universität erfolgte 1801, nachdem das entsprechende Land am Ufer des Oconee River ausgesucht worden war. Das erste Gebäude wurde zunächst nach Benjamin Franklin Franklin College benannt und ist mittlerweile als das Old College bekannt. Der erste Jahrgang Studenten machte 1804 seinen Abschluss. Seit 1843 werden neben den „klassischen“ Unterrichtsfächern (Englisch, Geschichte, Naturwissenschaften) auch Rechtswissenschaften gelehrt. Seit 1872 gibt es Kurse in Landwirtschaft und Mechanik.
Ein Holzzaun schützte die Universität früher vor Vieh. 1858 wurde der Zaun durch einen eisernen Zaun und „The Arch“ (dem Torbogen) ersetzt. Es wird erzählt, dass Studenten im ersten Studienjahr früher über den Zaun stiegen, um die Universität zu verlassen.
Während des Amerikanischen Bürgerkrieges wurde die Universität im Oktober 1863 geschlossen und im Januar 1866 mit 87 Studenten wieder geöffnet.
Während der ersten hundert Jahre durften nur weiße Männer studieren. Frauen wurden zuerst 1903 zu Sommerkursen zugelassen und ab 1918 auch zum regulären Studium. Mary Lyndon war 1914 die erste Frau, die einen Abschluss (M.A.) von der Universität bekam. Die erste Frau, die einen Bachelor bekam, war Mary Creswell, sie erhielt 1919 einen B.S. in Hauswirtschaft. Die Frauenstudentenwohnheime Creswell Hall und Mary Lyndon Hall sind nach ihnen benannt. Charlayne Hunter und Hamilton E. Holmes waren die ersten zugelassenen afroamerikanischen Studenten. Sie wurden erst mit dem Ende der Rassentrennung 1961 zugelassen.

## Organisatorische Gliederung
Die Universität hat 14 Colleges und Schools:
- Franklin College of Arts and Sciences – seit 1801
- College of Agricultural and Environmental Sciences – seit 1859
- School of Law – seit 1859
- College of Pharmacy – seit 1903
- D.B. Warnell School of Forest Resources – seit 1906
- College of Education – seit 1908
- Graduate School – seit 1910
- C. Herman and Mary Virginia Terry College of Business – seit 1912
- Henry W. Grady College of Journalism and Mass Communication – seit 1915
- College of Family and Consumer Sciences – seit 1933
- College of Veterinary Medicine – seit 1946
- School of Social Work – seit 1964
- College of Environment and Design- seit 1969
- School of Public and International Affairs – seit 2001

## Sport
Die University of Georgia ist Mitglied der Southeastern Conference. Ihre Sportteams nennen sich Bulldogs. Als Heimstätte dient das Sanford Stadium mit einer Kapazität von 92.746 Zuschauern.

## Berühmte Absolventen
- Sepp Straka (* 1993), Golfspieler
- Champ Bailey (* 1978), American-Football-Spieler
- Kim Basinger (* 1953), Schauspielerin
- Robert Benham (* 1946), Jurist
- Saxby Chambliss (* 1943), Politiker
- Pete Correll (1941–2021), Unternehmer
- Cathy Cox (* 1958), Politikerin
- Anthony Edwards (* 2001), Basketballspieler
- Norman Fletcher (* 1934), Richter
- Bill Goldberg (* 1966), Wrestler
- A. J. Green (* 1988), American-Football-Spieler
- Todd Gurley (* 1994), American-Football-Spieler
- Johnny Isakson (1944–2021), Politiker
- Crawford W. Long (1815–1878), Mediziner
- Herdis McCrary (1904–1981), American-Football-Spieler
- Robert McTeer (* 1943), Ökonom
- Pat Mitchell (* 1943), Medienmanagerin
- Alec Ogletree (* 1991), American-Football-Spieler
- Sonny Perdue (* 1946), Politiker
- David St. James (* 1947), Schauspieler
- Matthew Stafford (* 1988), American-Football-Spieler
- Mark F. Taylor (* 1957), Politiker
- Natasha Trethewey (* 1966), Schriftstellerin und Hochschullehrerin
- Charley Trippi (1921–2022), American-Football-Spieler und -Trainer
- Bobby Walston (1928–1987), American-Football-Spieler
- Hines Ward (* 1976), American-Football-Spieler
- Kendell Williams (* 1995), Leichtathletin
- Rashad Wright (* 1982), Basketballspieler
- Dick Yelvington (1928–2013), American-Football-Spieler
- die Mitglieder der Alternative-Rock-Band R.E.M., die sich während ihrer Studienzeit an der University of Georgia kennenlernten